# Cilostazol
Cilostazolul este un medicament utilizat în tratamentul simptomatic al claudicației intermitente din boala arterială periferică. Mai este utilizat și ca antiagregant plachetar, pentru a scăderea riscurile trombotice. Calea de administrare disponibilă este cea orală.
Cilostazolul a fost aprobat pentru uz medical în Statele Unite ale Americii în anul 1999. Este disponibil sub formă de medicament generic.